# ثنائي الفسفور

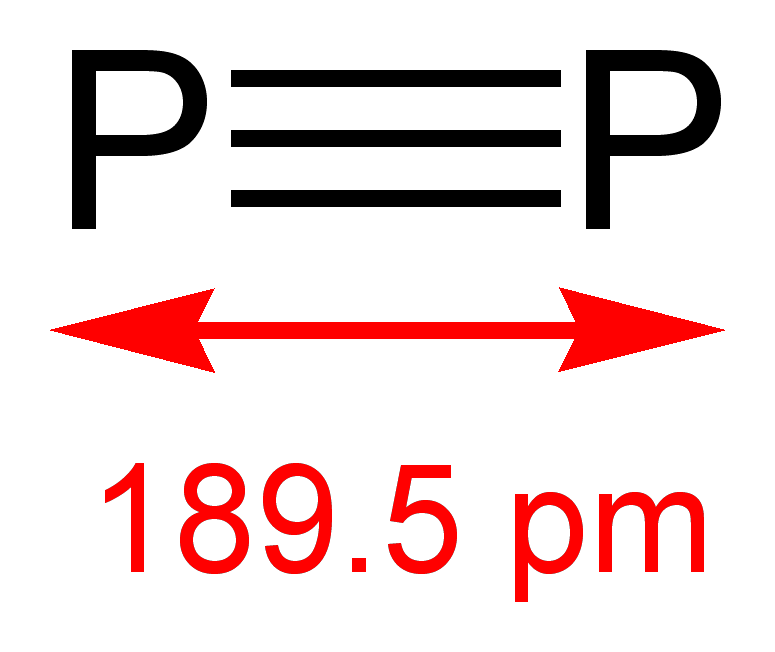
جزيء ثنائي الفوسفور

ثنائي الفوسفور P2 هو شكل من أشكال الفوسفور الذي يستحصل عليه بالحالة الغازية فقط، وهو يتكون كما يشير الاسم من ذرتي فوسفور مرتبطتين برابطة ثلاثية على غرار جزيء النتروجين N2. يبلغ طول الرابطة بين ذرتي الفوسفور في هذا الجزيء 1.8934 أنغستروم (Å).

## التحضير
يعطي التفكك الحراري للفوسفور الأبيض P4 عند حوالي 800°س جزيء ثنائي الفوسفور P2، وهو يوجد في الحالة الغازية فقط، وهو غير مستقر. كما يمكن الحصول عليه على شكل مركب وسطي قصير العمر في المحلول عن طريق التفكك الحراري لمركبات الفوسفور العضوي. عند درجات حرارة أعلى يتفكك P2 إلى الفوسفور الذري P.